# Ōmura-Bucht
Die Ōmura-Bucht (jap. 大村湾, Ōmura-wan) ist eine Bucht des Ostchinesischen Meeres im Zentrum der japanischen Präfektur Nagasaki.

## Geografie
Die Bucht misst in Nord-Süd-Richtung etwa 26 km und in Ost-West-Richtung etwa 11 km. Die Küstenlänge beträgt 360 km und die Fläche 320 km², was etwa 8 % der Gesamtfläche der Präfektur entspricht. Mit durchschnittlich 14,8 m und maximal 54 m Wassertiefe ist sie zudem für ihre Größe vergleichsweise seicht.
Ein besonderes Merkmal der Bucht ist, dass sie von allen vier Himmelsrichtungen von Land umgeben ist und daher von der Form her einem See ähnelt. Die einzige Verbindung zum Meer besteht im Nordwesten mit der östlichen, an ihrer engsten Stelle nur 200 m breiten, Hario-Meerenge (針尾瀬戸, Hario-seto) und der westlichen, 10 bis 200 m breiten, Haiki-Meerenge (早岐瀬戸, Haiki-seto). Auf der gegenüberliegenden Seite folgt dann kein offenes Meer, sondern die Sasebo-Bucht (佐世保湾). Zwischen beiden Meerengen liegt die Insel Hario-jima (針尾島), während westlich von der Ōmura-Bucht die Nishisonogi-Halbinsel (西彼杵半島, Nishisonogi-hantō) und südlich der Fuß des Berges Kotonoo-dake (琴ノ尾岳) liegt. An der Ostküste befindet sich die Ōmura-Ebene (大村平野, Ōmura-heiya), die von der gleichnamigen Stadt bedeckt wird.
Dieser gegenüber befindet sich auch die größte Insel innerhalb der Bucht, Mishima, auf der sich der Flughafen Nagasaki befindet und die für diesen Zweck stark aufgeschüttet wurde.
Die Gemeinden entlang der Bucht sind im Uhrzeigersinn: Sasebo, Kawatana, Higashisonogi, Ōmura, Isahaya, Nagayo, Togitsu, Nagasaki und Saikai.

## Biologie
Da aufgrund genannter Gegebenheiten nur ein geringer Wasseraustausch mit dem Meer erfolgt, ist die Bucht von einer eigenen Tierwelt besiedelt. So lebt in der Bucht der seltene Glattschweinswal, der diese sein ganzes Leben lang nicht verlässt. Ein weiterer besonderer Einwohner ist der als lebendes Fossil bezeichnete Pfeilschwanzkrebs der Art Tachypleus tridentatus. Trotz ihrer Abgeschlossenheit und der großen Städte am Ufer ist die Bucht sehr fischreich und etwa 60 verschiedene Meerestierarten werden gefischt.